# 越前開発駅
越前開発駅（えちぜんかいほつえき）は、福井県福井市開発一丁目にある、えちぜん鉄道勝山永平寺線の駅である。駅番号はE4。

## 歴史
- 1932年（昭和7年）8月20日：京都電燈越前電気鉄道の福井口駅 - 越前新保駅間に、開発駅（かいほつえき）として新設開業[1][2][3][4]。
- 1942年（昭和17年）3月2日：京福電気鉄道（京福）設立に伴い[5]、同社の越前線（後の越前本線）の駅となる[4]。
- 1951年（昭和26年）8月1日：駅名を越前開発駅に改称[2]。
- 1970年（昭和45年）7月1日：駅業務を委託化[6]。
- 2001年（平成13年）6月24日：列車正面衝突事故が発生（京福電気鉄道越前本線列車衝突事故）[7]。これに伴う全線運行休止により休業[6][8]。
- 2003年（平成15年）
  - 2月1日：京福がえちぜん鉄道に駅施設を譲渡[8]。同社の勝山永平寺線の駅となる[2]。
  - 7月20日：福井駅 - 永平寺口駅間の運行再開に伴い、営業再開[8]。
- 2015年（平成27年）9月27日：福井口駅 - 当駅間の単線化に伴い、棒線駅化（1面2線→1面1線）[9][10]。

## 駅構造
単式ホーム1面1線の地上駅であるが、2015年までは島式ホーム1面2線の構造となっていた。2015年のダイヤ改正時に、下り線路を廃止し単線化されている（当駅 - 福井口駅間の単線化も実施）。
平日の6時30分から19時40分まで駅員が配置されている（2021年時点）。駅舎は北側にあり、ホームへは構内踏切で連絡している。当駅は福井市の市街地に位置するため、ホームは狭く屋根がない。

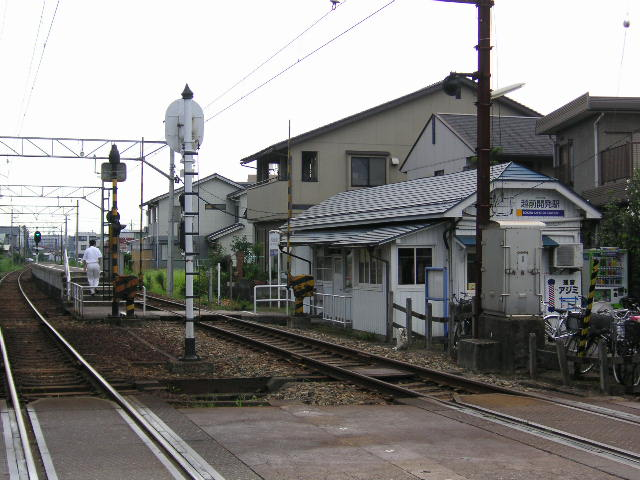
全景（左、ホーム・右、駅舎）
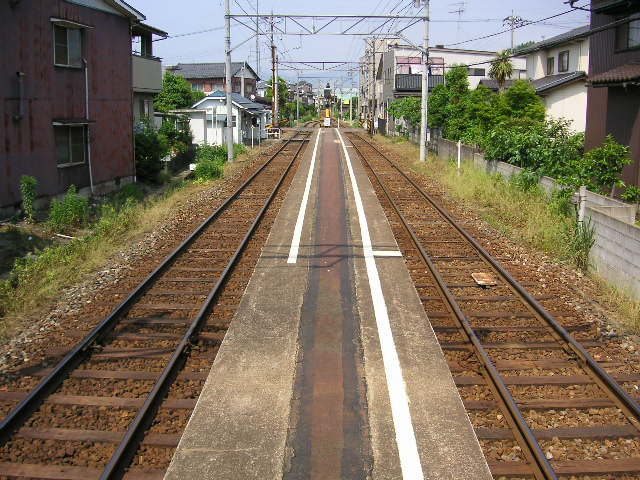
複線（撮影時）の線路内にある、狭い島式ホーム

## 利用状況
1日の平均乗降人員は以下のとおりである。
| 乗降人員推移 | 乗降人員推移 |
| 年度         | 1日平均人数  |
| ------------ | ------------ |
| 2011年       | 391          |
| 2012年       | 391          |
| 2013年       | 408          |
| 2014年       | 397          |
| 2015年       | 393          |
| 2016年       | 458          |
| 2017年       | 477          |
| 2018年       | 488          |

## 駅周辺
- 国道8号（福井バイパス）
- 福井市啓蒙小学校
- ハローワーク福井（福井公共職業安定所）、福井労働基準監督署
- 福井県警察福井警察署
- そよら福井開発（徒歩20分）
- フレンドマート 開発店

## 隣の駅
えちぜん鉄道
■勝山永平寺線
□快速（上りのみ）・■普通
福井口駅 (E3) - 越前開発駅 (E4) - 越前新保駅 (E5)